# Konrad Haemmerling
Konrad Haemmerling (* 11. Oktober 1888 in Köln; † 29. Mai 1957 in Berlin; Pseudonyme: Arbiter Novus, Konrad von Köln, Konrad Merling, Curt Moreck, Kurt Moreck, Beatus Rhein, Kurt Romer, Sigbert Romer) war ein deutscher Schriftsteller.

## Leben

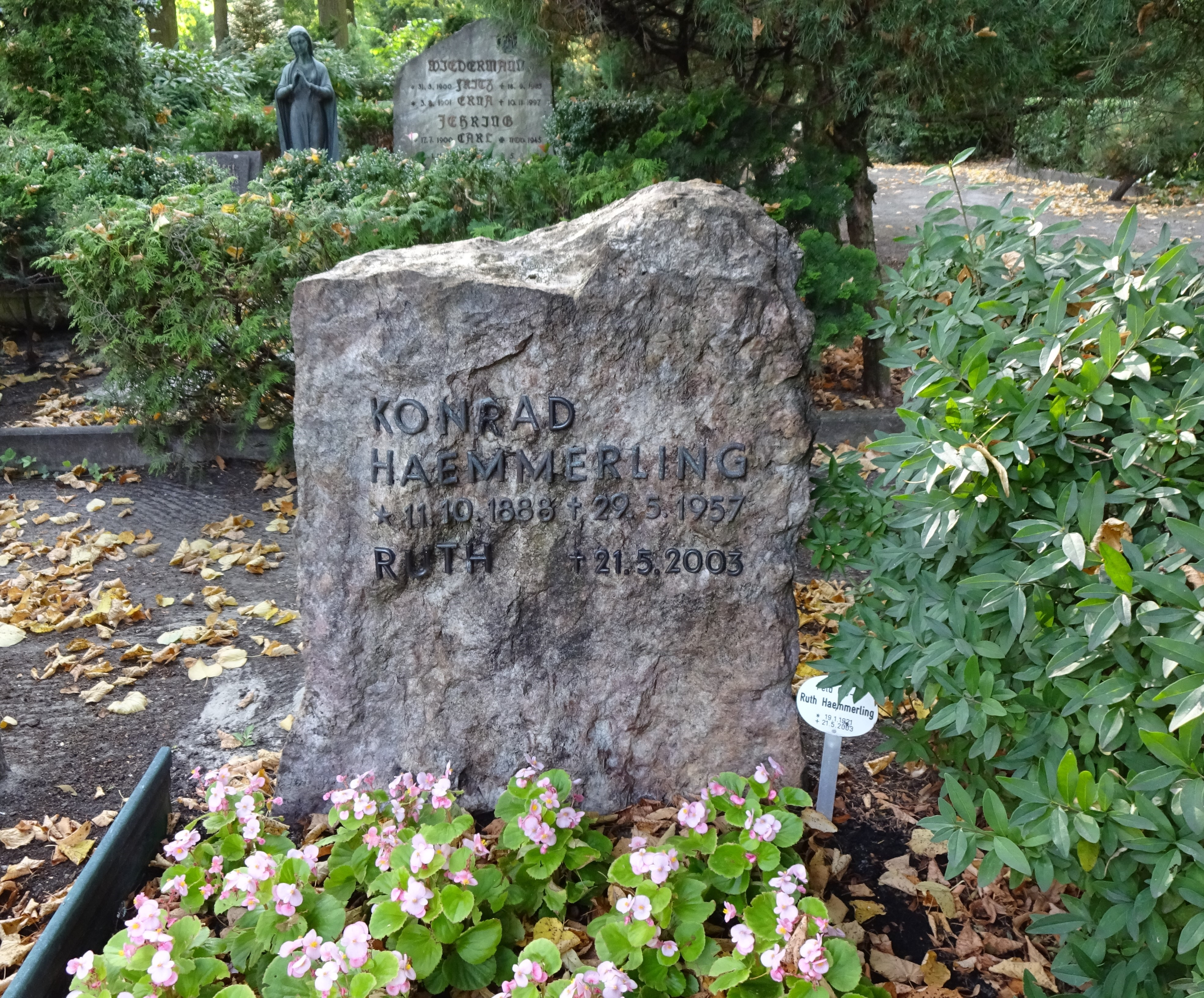
Grabstelle Konrad und Ruth Haemmerling auf dem Friedhof Dahlem

Konrad Haemmerling absolvierte eine Schauspielerausbildung bei Max Martersteig in Köln. Anschließend studierte er an den Universitäten Köln und Bonn; danach lebte er als freier Schriftsteller in München, später in Berlin. Bereits in jungen Jahren kommt er mit Werken des französischen Literaten Restif de la Bretonne in Berührung, die er später für das deutsche Publikum übersetzen wird. Er war Mitarbeiter der Kölnischen Zeitung und der Königsberger Allgemeinen Zeitung. Haemmerling veröffentlichte Romane und Erzählungen; seit den Zwanzigerjahren lag der Schwerpunkt seines Werkes auf kultur- und sittengeschichtlichen Veröffentlichungen. 

### Führer durch das lasterhafte Berlin
Haemmerlings Reiseführer von 1931 – unter dem Pseudonym Curt Moreck herausgegeben – wurde 2018 erneut aufgelegt. Er beschreibt das Berliner Szeneleben der 1920er Jahre: „Schon ein Bummel unter Lichtreklamen ist wie eine lebendige Dusche, gibt Spannkraft, Lebensfreude, gibt Hoffnung auf Abenteuer und Sensationen. Der Berliner braucht sie als Nervenpeitsche wie der Süchtige seine Spritze.“
Beispielhaft dargestellt wird ein typisch „ausschweifender Abend“, der um 17 Uhr beim Tanztee im Hotel Esplanade in der Bellevuestraße begann. Hier traten Bubikopf-Damen und smarte Eintänzer auf, „Flirts lagen in der Luft“, hier und in insgesamt 900 Ballhäusern der Metropole. Erwähnt werden Varietés, wie der „Wintergarten“ mit zahllosen Auftritten von „Girls“. Die schwule Szene bevorzugte Lokalitäten wie das „Eldorado“ in der Schöneberger Lutherstraße 31/32, der heutigen Martin-Luther-Straße. Haemmerling alias Moreck führt aus: „Ein ganz mädchenhafter Revuestar tanzt unter dem Scheinwerferlicht weiblich graziös Pirouetten. Er ist nackt bis auf die Brustschilde und einem Schamgurt, und selbst diese Nacktheit ist noch täuschend, sie macht den Zuschauer noch Kopfzerbrechen, sie lässt noch Zweifel, ob Mann, ob Frau.“
Haemmerling bezifferte seinerzeit die Anzahl an Etablissements für männliche Homosexuelle in Berlin auf 80 bis 100. Für lesbische Frauen existierten kaum weniger Vergnügungsstätten, die bekannteste von ihnen war der Toppkeller. Bei Insidern hieß er Lesbotanischer Garten.
Die Weidendammer Brücke sowie der Bereich vor dem KaDeWe am Tauentzien waren Bereiche der Straßen-Prostitution. „Nutten-Aquarium“ wurden Nackt-Badeanstalten genannt, so der „Luna-Park“ im Stadtteil Halensee, wo man sich im Eva-Kostüm bis in die Morgenstunden vergnügte.
Unterwelt-Kaschemmen existierten rund um den Alexanderplatz (in Sichtweite zum Polizeipräsidium). Hier trafen sich Berufsverbrecher wie „Muskel-Adolf“. „Hier ist im wahrsten Sinne die Schattenseite Berlins. (…) Die Ganoven scheinen einen großen Durst zu haben, und die Mädchen scheinen fleißig abzuladen; denn Hehlergeld und Prostitutionsgeld regieren die Unterwelt.“
Morecks Buch verkaufte sich bis 1933 gut, fiel danach aber der Zensur der Nationalsozialisten zum Opfer und durfte nicht mehr veröffentlicht werden. 
Birgit Böllinger rezensiert die Neuauflage des Buchs als zwar „heute inhaltlich überholt .., weil die beschriebenen Lasterhaftigkeiten schon keine mehr sind, die vorgestellten Lokalitäten und Etablissements längst schon der Geschichte angehören und vor allem Morecks teilweise äußerst exaltierte Sprache ungewollt amüsiert.“ Dennoch habe der Reiseführer noch heute seinen Reiz, weil er den zeitgenössischen Blick auf zahlreiche Örtlichkeiten weist, die aus zahlreichen Veröffentlichungen jener Zeit geläufig sind.
Eine Rezension in der FAZ von 1997 nennt Morecks Sprach-Duktus Nachgeplappere. Ein Berlin-Klischee reihe sich an das andere. Armut und Elend durch die Arbeitslosigkeit würden geschildert, „als handle es sich um ein tolles Vergnügen“. Der Ton sei heute schwer zu ertragen. Morecks Beschreibung umfasse „das ganze Programm, Tanzpaläste, die Stammlokale der Transvestiten, der Lesben, der Homosexuellen, wo er sich wundert, daß alles so harmlos sei. Manchmal verrät ihn die Sprache, nicht als Naziverfolgten, eher als Mitläufer, wenn er etwa davon spricht, ‚eine Örtlichkeit nuttenrein‘ zu halten.“

### Weitere Veröffentlichungen
Daneben gab er zahlreiche Werke heraus und übersetzte aus dem Englischen und Französischen. 1933 fielen seine Werke nationalsozialistischen Verboten zum Opfer. Sein Name wurde zeitweise aus dem Kürschner Literaturkalender genommen. Die Behinderung seiner literarischen Betätigung, die er während des gesamten Dritten Reiches durchstehen musste, war offenkundig einem Irrtum geschuldet: Die Machthaber hielten ihn für einen Juden, der er jedoch nicht war. Er verzichtete fortan auf Pseudonyme und nahm wieder seinen bürgerlichen Namen, Konrad Haemmerling, an. Aber auch unter diesem Namen durfte er seinen Roman Der Mann, der Shakespeare hieß nicht veröffentlichen. Seine Publikationsmöglichkeiten blieben während des Dritten Reiches stark eingeschränkt, obwohl er Mitglied der Reichsschrifttumskammer war.
Nach 1945 gelang es ihm nicht mehr, an seine Erfolge vor 1933 wiederanzuknüpfen.
Konrad Haemmerling wurde unter seinem bürgerlichen Namen auf dem Friedhof Dahlem beigesetzt. Sein Grab ist erhalten.

## Werke
- Die Puderquaste der Venus von Medici, Berlin-Charlottenburg 1910 (unter dem Namen Curt Moreck)
- Jokaste die Mutter, Berlin 1912 (unter dem Namen Curt Moreck)
- Die gotischen Fenster, Cöln 1913
- Büßer des Gefühls, Stuttgart [u. a.] 1915 (unter dem Namen Curt Moreck)
- Der Gast, Konstanz 1915 (unter dem Namen Curt Moreck)
- Menschen im Kampf, Stuttgart 1916 (unter dem Namen Curt Moreck)
- Die heilige Saat, M.Gladbach 1917 (unter dem Namen Curt Moreck)
- Der Elefant, Konstanz 1918 (unter dem Namen Curt Moreck)
- Die Pole des Eros, Hannover 1918 (unter dem Namen Curt Moreck)
- Der Bürger von Brügge und seine zwei Frauen, Cöln 1919 (unter dem Namen Kurt Moreck)
- Die Flucht ins Bürgerliche, Berlin 1920 (unter dem Namen Curt Moreck)
- Die Hölle, Hannover 1919 (unter dem Namen Curt Moreck)
- Der Umweg zur Liebe und andere Novellen, Stuttgart [u. a.] 1919 (unter dem Namen Curt Moreck)
- Die Liebespilgerin, Wien [u. a.] 1920 (unter dem Namen Curt Moreck)
- Der Riese, München 1920 (unter dem Namen Curt Moreck)
- Der strahlende Mensch, München 1920 (unter dem Namen Curt Moreck)
- Brüder im Schicksal, Stuttgart 1921 (unter dem Namen Curt Moreck)
- Der Flammende, Heilbronn a.N. 1921 (unter dem Namen Curt Moreck)
- Der Graf von Mylau, Leipzig 1924 (unter dem Namen Curt Moreck)
- Die Musik in der Malerei, München 1924 (unter dem Namen Curt Moreck)
- Der Tanz in der Kunst, Heilbronn 1924 (unter dem Namen Curt Moreck)
- Wunder der Liebe, Berlin 1924 (unter dem Namen Curt Moreck)
- Friedrich Rotbarts Leben und Taten, Berlin 1925 (unter dem Namen Curt Moreck)
- Das kleine Modebuch, Heilbronn 1925 (unter dem Namen Arbiter Novus)
- Das Weib in der Kunst der neueren Zeit, Berlin 1925 (unter dem Namen Curt Moreck)
- Das weibliche Schönheits-Ideal im Wandel der Zeiten, München 1925 (unter dem Namen Curt Moreck)
- Sittengeschichte des Kinos, Dresden 1926 (unter dem Namen Curt Moreck)
- Sittengeschichte des Bettes. In: Leo Schidrowitz (Hrsg.): Sittengeschichte des Intimen: Bett – Korsett – Hemd – Hose – Bad – Abtritt. Die Geschichte und Entwicklung der intimen Gebrauchsgegenstände. Wien und Leipzig o. J. (in der Reihe: Sittengeschichte der Kulturwelt und ihrer Entwicklung in Einzeldarstellungen.), S. 7–79 (unter dem Namen Kurt Moreck)
- Kultur- und Sittengeschichte der neuesten Zeit, Dresden (unter dem Namen Curt Moreck)
  - 1. Geschlechtsleben und Erotik in der Gesellschaft der Gegenwart, 1928
  - 2. Die käufliche Lebe bei den Kulturvölkern, 1928
  - 3. Das Genußleben des modernen Menschen, 1929
- Das Gesicht, Wien [u. a.] 1929 (unter dem Namen Curt Moreck)
- Gefilde der Lust, Wien 1930 (unter dem Namen Curt Moreck, zusammen mit Alfred Kind)
- Führer durch das „lasterhafte“ Berlin, Leipzig 1931 (unter dem Namen Curt Moreck)
  - Ein Führer durch das lasterhafte Berlin. Das deutsche Babylon 1931. be.bra verlag, Berlin 2018, ISBN 978-3-89809-149-7 (erweiterte Neuausgabe)
- Der Mann, der Shakespeare hieß, Berlin 1938
- Die fünf Weltreligionen und ihre Stifter, Berlin 1948
- Mensch, Maß aller Dinge, Braunschweig 1948
- Charlottenburg, Berlin 1955
- Die Kunst, in Berlin zu leben, Berlin 1957

## Herausgeberschaft
- Bettina von Arnim: Gespräche mit Dämonen, München 1919 (herausgegeben unter dem Namen Curt Moreck)
- Hesperos-Almanach, München 1919 (herausgegeben unter dem Namen Curt Moreck)
- Madame Guillotine, München 1919 (herausgegeben unter dem Namen Curt Moreck)
- Die Windmühle, Konstanz 1919 (herausgegeben unter dem Namen Curt Moreck)
- Alaeddin und die Wunderlampe, München 1920 (herausgegeben unter dem Namen Curt Moreck)
- Bettina von Arnim: Goethes Briefwechsel mit einem Kinde, Berlin 1920 (herausgegeben unter dem Namen Curt Moreck)
- Jean-Jacques Rousseau: Die neue Heloise, Berlin (herausgegeben unter dem Namen Curt Moreck)
  - 1 (1920)
  - 2 (1920)
- Sindbad der Seefahrer. Ali Baba und die 40 Räuber, München 1920 (herausgegeben unter dem Namen Curt Moreck)
- Christoph Martin Wieland: Geschichte des Prinzen Biribinker, Berlin 1920 (herausgegeben unter dem Namen Curt Moreck)
- Honoré Daumier: Naturgeschichte des Reisenden, München 1921 (herausgegeben unter dem Namen Curt Moreck)
- Paul Gavarni: Der Provinzler in der Großstadt, München 1921 (herausgegeben unter dem Namen Curt Moreck)
- Die Geschichte von der keuschen Susanna, Solln b. München 1921 (herausgegeben unter dem Namen Curt Moreck)
- Ernst Theodor Amadeus Hoffmann: Die Irrungen. Die Geheimnisse, München 1921 (herausgegeben unter dem Namen Curt Moreck)
- Jean de La Fontaine: Ergötzliche Geschichten, München 1921 (herausgegeben unter dem Namen Curt Moreck)
- Märchenquelle, München 1921 (herausgegeben unter dem Namen Curt Moreck)
- Triumph der Liebe, Berlin [u. a.] 1921 (herausgegeben unter dem Namen Curt Moreck)
- Der Silberelefant, München 1922 (herausgegeben unter dem Namen Curt Moreck)
- Eugène Guinot: Der Provinzler in der Großstadt, München 1922 (herausgegeben unter dem Namen Curt Moreck)
- Alain René Lesage: Der hinkende Teufel, München 1922 (herausgegeben unter dem Namen Curt Moreck)
- Marguerite de Valois: Lebenserinnerungen, München 1922 (herausgegeben unter dem Namen Beatus Rhein)
- Petronius Arbiter: Die Abenteuer des Encolp, Hannover 1922 (herausgegeben unter dem Namen Curt Moreck)
- Alte deutsche Minnelieder, Regensburg 1923 (herausgegeben unter dem Namen Curt Moreck)
- Frauenlob, Heilbronn 1923 (herausgegeben unter dem Namen Konrad von Köln)
- Rahel Varnhagen von Ense: Rahel von Ense Varnhagen, München 1923 (herausgegeben unter dem Namen Curt Moreck)
- Edmond de Goncourt: Die Du Barry, München [u. a.] 1923 (herausgegeben unter dem Namen Konrad Merling)
- Giambattista Basile: Der Pentamerone oder Das Märchen aller Märchen, München 1924 (herausgegeben unter dem Namen Curt Moreck)
- Honoré-Gabriel de Riquetti de Mirabeau: Denkwürdigkeiten, München [u. a.] 1924 (herausgegeben unter dem Namen Konrad Merling)
- Joseph Charles Reybaud: Robespierre, München 1924 (herausgegeben unter dem Namen Konrad Merling)
- Eduard Vehse: Maria Theresia und ihr Hof, München 1924 (herausgegeben unter dem Namen Kurt Romer)
- Heinrich Bruno Schindler: Das magische Geistesleben, Celle 1925 (herausgegeben unter dem Namen Curt Moreck)
- William Hogarth: Wm. Hogarth, Dresden 1950
- Robespierre: Erinnerungen, von ihm selbst, Berlin o. J. (herausgegeben unter dem Namen Konrad Merling)

## Übersetzungen
- Thomas Amory: Johann Bunkels Leben, Bemerkungen und Meinungen, Berlin [u. a.] 1920 (übersetzt unter dem Namen Curt Moreck)
- Honoré de Balzac: Große und kleine Welt, München 1921 (übersetzt unter dem Namen Curt Moreck)
- Giovanni Boccaccio: Das Dekameron, München 1922 (übersetzt unter dem Namen Curt Moreck)
- Guillaume Bouchet: Die galanten Schwänke aus den „Sérées“ des Guillaume Bouchet, Wien 1922 (übersetzt unter dem Namen Sigbert Romer)
- Frances Hodgson Burnett: Der kleine Lord, München 1922 (übersetzt unter dem Namen Beatus Rhein)
- Jacques Cazotte: Der Liebesteufel, München 1922 (übersetzt unter dem Namen Curt Moreck)
- Miguel de Cervantes Saavedra: Leben und Taten des scharfsinnigen Ritters Don Quixote, Berlin 1921 (übersetzt unter dem Namen Curt Moreck)
- Charles Dickens: Der Weihnachtsabend, München 1922 (übersetzt unter dem Namen Beatus Rhein)
- Edmond de Goncourt: Frau von Pompadour, München 1922 (übersetzt unter dem Namen B. Rhein zusammen mit Magda Janssen)
- Edmond de Goncourt: Marie Antoinette, München 1923 (übersetzt unter dem Namen Konrad Merling)
- Marguerite von Navarra: Liebesgeschichten, München 1921 (übersetzt unter dem Namen Curt Moreck)
- Antoine François Prévost d’Exiles: Die Abenteuer der Manon Lescaut und des Chevalier des Grieux, München 1922 (übersetzt unter dem Namen Konrad Merling)
- Francisco Gómez de Quevedo y Villegas: Quevedos wunderliche Träume, München 1919 (übersetzt unter dem Namen Curt Moreck)
- Nicolas-Edme Rétif de la Bretonne: Abenteuer im Lande der Liebe, Utrecht 1927 (übersetzt unter dem Namen Konrad Merlin)
- Nicolas-Edme Rétif de la Bretonne: Monsieur Nicolas oder Das enthüllte Menschenherz, Hannover 1929 (übersetzt unter dem Namen Konrad Merlin)
- Tausend und ein Tag, Berlin (übersetzt unter dem Namen Curt Moreck)
  - 1 (1928)
  - 2 (1928)
  - 'Tausend und ein Tag' Wunderliche Liebesgeschichten[ Nachwort], Hirth, München, o. J.
- Paul Verlaine: Frauen, Hannover 1919 (übersetzt unter dem Namen Curt Moreck)
- Paul Verlaine: Freundinnen, Berlin 1920 (übersetzt unter dem Namen Curt Moreck)
- Paul Verlaine: Männer, Hannover 1920 (übersetzt unter dem Namen Curt Moreck)
- Voltaire: Fabeln, München 1920 (übersetzt unter dem Namen Curt Moreck)
- Voltaire: Die Jungfrau, Hannover 1920 (übersetzt unter dem Namen Curt Moreck)
- Oscar Wilde: Das Gespenst von Canterville, Braunschweig 1947 (übersetzt unter dem Namen Curt Moreck)
- Oscar Wilde: Märchen, Braunschweig 1948 (übersetzt unter dem Namen Curt Moreck)
- Oscar Wilde: Salome, Hannover 1919 (übersetzt unter dem Namen Curt Moreck)